# Katarina Osadchuk
Katarina Osadchuk (ur. 18 listopada 1991 we Lwowie) – australijska siatkarka. grająca na pozycji środkowej, reprezentantka kraju. W sezonie 2020/2021 była zawodniczką ŁKS-u Commercecon Łódź.

## Sukcesy klubowe
Mistrzostwo I Ligi:
- 2015, 2016

Mistrzostwo Polski:
- 2021